# Аттала (округ, Міссісіпі)
Шаблон:StateAbbr_ 33°05′ пн. ш. 89°35′ зх. д. / 33.09° пн. ш. 89.58° зх. д.
Округ  Аттала (англ. Attala County) — округ (графство) у штаті Міссісіпі, США. Ідентифікатор округу 28007.

## Історія
Округ утворений 1833 року.

## Демографія
За даними перепису 
2000 року 
загальне населення округу становило 19661 осіб, зокрема міського населення було 7000, а сільського — 12661.
Серед мешканців округу чоловіків було 9393, а жінок — 10268. В окрузі було 7567 домогосподарств, 5383 родин, які мешкали в 8639 будинках.
Середній розмір родини становив 3,07.
Віковий розподіл населення поданий у таблиці:
| Стать    | До 15 років | 15-21 | 22-29 | 30-39 | 40-49 | 50-65 | 65-85 | Понад 85 |
| -------- | ----------- | ----- | ----- | ----- | ----- | ----- | ----- | -------- |
| Чоловіки | 2148        | 1035  | 874   | 1191  | 1241  | 1525  | 1240  | 139      |
| Жінки    | 2022        | 990   | 953   | 1312  | 1337  | 1635  | 1695  | 324      |

## Суміжні округи
- Монтгомері — північ
- Чокто — північний схід
- Вінстон — схід
- Лік — південь
- Медісон — південний захід
- Голмс — захід
- Керролл — північний захід

## Виноски
1. ↑  U.S. Decennial Census. United States Census Bureau. Архів оригіналу за 26 квітня 2015. Процитовано 2 листопада 2014.
2. ↑  Historical Census Browser. University of Virginia Library. Архів оригіналу за 11 серпня 2012. Процитовано 2 листопада 2014.
3. ↑  Population of Counties by Decennial Census: 1900 to 1990. United States Census Bureau. Архів оригіналу за 28 грудня 2014. Процитовано 2 листопада 2014.
4. ↑  Census 2000 PHC-T-4. Ranking Tables for Counties: 1990 and 2000 (PDF). United States Census Bureau. Архів оригіналу (PDF) за 18 грудня 2014. Процитовано 2 листопада 2014.
5. ↑  State & County QuickFacts. United States Census Bureau. Архів оригіналу за 6 липня 2011. Процитовано 2 вересня 2013. [Архівовано 2011-06-07 у Wayback Machine.](англ.) Наведено за англійською вікіпедією.
6. ↑  American FactFinder. Бюро перепису населення США. Архів оригіналу за 26 лютого 2012. Процитовано 31 січня 2008. [Архівовано 2008-05-21 у Wayback Machine.]

| США | Це незавершена стаття з географії США. Ви можете допомогти проєкту, виправивши або дописавши її. |